# Diego Licinio Lázaro Fuoli
Diego Licinio Lázaro Fuoli, més conegut com a Diego Fuoli (20 d'octubre de 1997, Saragossa, Espanya) és un futbolista que juga de posició de porter al CE Sabadell de la Primera Federació.

## Trajectòria
Es va formar a les categories inferiors del Stadium Casablanca de Saragossa. D'allà va passar al Vila-real CF a la categoria juvenil, atès que a la seva primera temporada, a la Divisió d'Honor del Vila-real, va disputar 23 partits de Lliga, amb 2.070 minuts, fins a arribar a debutar a la temporada 2016-17 amb el Vila-real Club de Futbol C a les ordres de Pere Martí.
A la temporada 2016-17 va esdevenir el futbolista més utilitzat pel Vila-real C a Tercera, amb 36 partits, 3.240 minuts, i havent tingut només set targes grogues.
A la temporada 2018-19 va saltar al Vila-real B del Grup III de Segona Divisió B.
A la temporada 2019-20 va disputar un total de 24 partits de Lliga amb el grup III de Segona Divisió B.
El 13 d'agost de 2020 el porter va signar amb el Centre d'Esports Sabadell Futbol Club de la Segona divisió.
L'agost del 2021 el porter va signar amb l'Unión Deportiva Almería.

## Clubs
| Club                                  | País    | Any              |
| ------------------------------------- | ------- | ---------------- |
| Vila-real C                           | Espanya | 2017 - 2018      |
| Vila-real B                           | Espanya | 2018-2020        |
| Centre d'Esports Sabadell Futbol Club | Espanya | 2020-2021        |
| Unión Deportiva Almería               | Espanya | 2021-            |
| Centre d'Esports Sabadell Futbol Club | Espanya | 2025- actualitat |